# Apostlalilja
Apostlalilja eller tolv apostlars lilja (Neomarica northiana) är en växtart inom familjen irisväxter från Brasilien. Arten är vanlig som krukväxt i Sverige. Det svenska namnet kommer av att växten sägs bilda elva blad och att det tolfte blir en blomstängel. Ett annat namn på samma tema är elvabladslilja.
Apostlaliljan är en flerårig, städsegrön ört med krypande jordstammar och kan bli upp till 90 cm hög. Bladen sitter i två rader och blir upp till 60 cm långa och 5 cm breda. Blomstjälken är tillplattad och bladlik. Blommorna sitter i små samlingar och blir 6–10 cm i diameter, de är doftande. De yttre hyllebladen är vita och de inre är violetta mot spetsarna, båda är gulaktiga med röda markeringar vid basen. Pistillen är delad i tre grenar och varje pistillgren är treflikig. De yttre flikarna är upprätta, den mellersta ofta tillbakaböjd.
Arten bildar ofta adventivplantor på blomstjälken.
Liten apostlalilja (N. gracilis) är en liknande art. Den är dock något mindre och blir vanligen inte över 60 cm. Blommorna är mindre än 6 cm i diameter och pistillflikarna är alla upprätta.

## Synonymer[1]
- Cipura northiana (Schneev.) Endl.
- Cipura northiana var. coelestis Morr.
- Cipura sabini Heynh.
- Cypella northiana (Schneev.) Klatt
- Ferraria elegans Salisb.
- Iris northiana (Schneev.) Persoon
- Marica northiana (Schneev.) Ker Gawl.
- Marica northiana var. splendens Cogn.
- Marica pantherina Salisb.
- Marica sabini Lodd., nom. inval.
- Marica sabiniana Lodd. ex Voigt, nom. illeg.
- Moraea northiana Schneev.
- Moraea vaginata DC.
- Neomarica northiana var. undulata (Schneev.) Sprague
- Trimezia northiana (Schneev.) Ravenna